# خاندان گو
خاندان گو (کره‌ای: 고씨 왕족) دودمانی بود که امپراتوری باستانی گوگوریو را بنیانگذاشت و بر آن حکومت کرد. امپراتور دونگمیونگ بنیانگذار این خاندان بود، که خود از یک پادشاهی باستانی کره‌ای دیگر به نام بویوی شرقی جدا شد تا پادشاهی خود را راه اندازی کند.

## بنیانگذاری
خاندان گو از یک نیای مشترک، که جومونگ، نخستین امپراتو گوگوریو نیز بود، بنیانگذاری شد. جومونگ پسر هه موسو و بانو یوها بود. بانو یوها دختر هابک، خدای رودخانه آمنوک یا به تعبیری دیگر، خدای خورشید هابک (کره‌ای: 해밝). جومونگ به عنوان یکی از نوادگان هه موسو، با هدف اتحاد مجدد تمام قلمرو باستانی گوجوسون در یک امپراتوری کامل و یک ملت کامل قیام کرد. با در نظر گرفتن این هدف، او از بویوی شرقی به راه افتاد و شروع به ساختن پایه‌های پادشاهی خود کرد. پس از سه سال، او پیش‌تر چندین پادشاهی مجاور را فتح کرده بود و آماده بود تا به مرحله نهایی ساختن پادشاهی خود برود. او این مرحله را با دست گرفتن با جولبون و تحت کنترل گرفتن آن به پایان رساند. درسال ۳۷ پیش از میلاد، جومونگ سرانجام پادشاهی خود را بنیانگذاشت و آن را «گوگوریو» نامید. او همچنین نام خانوادگی خود را از «هه» به «گو» که به معنی «بالا» است تغییر داد. گوگوریو در دوران ۱۹ سال سلطنت گو جومونگ پیشرفت کرد و به رشد خود ادامه داد. همسر اول او و پسرشان، یوری، که سپس امپراتور پادشاه یوریمیونگ شد، از دانگ بویو گریختند و در آخرین سال سلطنت جومونگ به گوگوریو آمدند. جومونگ یوری را جانشین و ولیعهد خود معرفی کرد و پنج ماه بعد از دنیا رفت.

## دگرگونی نام‌خانوادگی
پادشاه یوریمیونگ درسال ۱۹ قبل از میلاد به سلطنت رسید و تا زمان مرگش درسال ۱۸ میلادی سلطنت کرد. در زمان پادشاهی یوریمیونگ تا پادشاه موبون، پادشاهان گوگوریو از نام‌خانوادگی «هه» استفاده می‌کردند. درسال ۵۳ میلادی، زمانی که شاهزاده جوان «گو گونگ» به عنوان پادشاه ته‌جو تاج و تخت را به دست گرفت، او نخستین پادشاه با نام خانوادگی گو درمیان
سه نسل از پادشاه پیشین خود بود.
طبق گفته «سامگوک ساگی»، خانواده سلطنتی گوگوریو ادعا می‌کردند که از خدای اسطوره‌ای گائو یانگ، که نوه امپراتور زرد از اساطیر چین بود، می‌آیند، و بنابراین نام خانوادگی «گو» (کره‌ای: 고; هانجا: 高) را به خود اختصاص دادند؛ با این حال، این افسانه در تفاسیر کیم بوسیک بی‌اعتبار شد. گردآورنده حماسی سامگوک ساکی، که به این نتیجه رسید که بکجه و گوگوریو هر دو از بویو سرچشمه گرفته‌اند.

## اوج قدرت
اوج قدرت گوگوریو در زمان پادشاهی گوانگ‌گه‌تو بزرگ بود که سواره نظام و واحدهای دریایی گوگوریو را برای آرام کردن جنوب و شمال ایجاد و تقویت کرد. گوانگ‌گه‌تو بزرگ به بویو، بیریو-گوک، هویان، مالگال و قبایل آینو حمله کرد و آن‌ها را فتح کرد. زندگی او در اوج قدرت گوگوریو به سرانجام رسید، اما شکوهمندانه در سن ۳۹ سالگی درگذشت.

## ادامه قدرت
پادشاه مونجامیونگ پس از تسلیم کامل دولت باستانی بویو درسال ۴۹۴ میلادی به گسترش قلمروهای گوگوریو ادامه داد. پس از سلطنت پادشاه مونجامیونگ، پسرش پادشاه آنجانگ حمله به پادشاهی‌های جنوبی و تضعیف قدرت آنها ادامه داد و قدرت امپراتوری را بر شبه‌جزیره کره و منچوری بیشتر کرد. پس از پادشاه آنجانگ، پسرش آن‌وون پادشاه شد شد.

## فروپاشی گوگوریو
بیست و هفتمین امپراتور گوگوریو، پادشاه یونگ‌نیو، علیرغم پیروزی‌های بزرگی که گوگوریو بر امپراتوری سویی به دست آورده بود، تسلیم امپراتوری تانگ شد. پادشاه یونگ‌نیو توسط یون گه‌سومون که تا سال ۶۶۶ میلادی «ته مانگنیجی (대막리지/نخست‌وزیر بزرگ)» گوگوریو بود، ترور شد. پادشاه بوجانگ، برادرزاده پادشاه یونگ‌نیو، درسال ۶۴۲ میلادی به سلطنت رسید و تا سال ۶۶۸ میلادی تا زمانی که گوگوریو توسط ارتش‌های متحد تانگ و شیلا نابود شد حکومت کرد.
با سقوط گوگوریو، بقایای بازمانده تلاش کردند تا گوگوریو را تحت فرماندهی نظامی گوم موجام و آنسونگ، پسر نامشروع پادشاه بوجانگ، به عنوان پادشاه خود برپا کنند. با این حال درسال ۶۷۰ میلادی، نزاع بین گوم موجام و آنسونگ منجر به ترور گوم موجام و تسلیم آنسونگ به شیلا شد. پادشاه بوجانگ نیز پس از برملا شدن تلاش برای شوراندن مردم بر علیه تانگ به جنوب چین تبعید شد و اندکی بعد درگذشت؛ اطلاعات دیگری از خاندان گو پس از این وقایع در دسترس نیست، بخشی از مردم گوگوریوی سابق به چین برده شدند و برخی دیگر به شیلا رفتند و بخشی دیگر نیز بالهه را تأسیس نمودند؛ در ۹۱۸ میلادی، پادشاه ته‌جو که به قصد احیای گوگوریو خاندان‌های حاکم بر شیلا را حذف و شبه جزیره کره را متحد کرده قیام کرده بود بعلت نبود خاندان گو، نام کشور را گوریو گذاشت که ریشه نام کره امروزی است.

## نوادگان

### خاندان گو هنگسونگ
خاندان گو هنگسونگ (횡성 고씨) یک نام خانوادگی کره‌ای است که ریشه آن شهرستان هنگسونگ و استان گانگوون است. بنیانگذار آن امپراتور دونگمیونگ سونگ است و بنیانگذار ثانویه آن گو اینسونگ (고인승) از نسل بیست و ششم امپراتور دونگمیونگ سونگ، می‌باشد. حدود ۱۰٫۰۰۰ عضو در سراسر کره وجود دارد که در منطقه یونگسو زندگی می‌کنند شده‌اند. تبارنامه خاندان هنگسونگ گو در سال ۱۸۲۴ میلادی کشف شد و نشان داد که بنیانگذار آن امپراتور دونگمیونگ سونگ، بنیانگذار امپراتوری گوگوریو بوده است. گو اینسونگ، پسر دوم پادشاه بوجانگ، واپسین امپراتور گوگوریو، بنیانگذار خاندان دونگگوک گو (동국고씨) است و مینهو (민후)، از نسل دوازدهم بنیانگذار گو آنسونگ، در هنگسونگ ساکن شد و بنیانگذار خاندان گو هنگسونگ گردید. سپس، وجود آن از طریق مقالات خبری در گانگوون ایلبو در سال‌های ۱۹۹۵ و ۲۰۰۴ میلادی به جهانیان اعلام شد.

### خاندان گائو لیائویانگ
خاندان گائو لیائویانگ (گو یویانگ) در چین از نوادگان امپراتور جانگسو، بیستمین امپراتور گوگوریو، هستند و حدود ۲٫۰۰۰ عضو در شهر کوچک داگوریو بانگجین در شهرستان تای‌آن، استان لیاونینگ دارند.

### خاندان گوما
قبیله گوما (고마씨) یک قبیله ژاپنی است که از خانواده سلطنتی گوگوریو سرچشمه می گیرد و از گوما (고마) به عنوان نام خانوادگی خود استفاده می کند. پس از فروپاشی امپراتوری گوگوریو در سال ۶۶۸ میلادی، تقریباً ۱٫۷۹۹ نفر از مردم گوگوریو به ژاپن گریختند. تایهو در سال ۷۰۳ میلادی، دربار ژاپن کابانه کومانو کوکیشی را به فرستاده قدیمی گوگوریو، ژوانوو یاکگوانگ که یکی از اعضای خانواده سلطنتی گوگوریو در نظر گرفته می شد، داد. تنپیو شوهو در سال ۷۵۰ میلادی، کابانه کومانوآسون به تاکاکورا نو فوکونوبو و دیگر اعضای خانواده که از نوادگان به‌نابوکدوک، نوه نسل پنجم امپراتور گوانگ‌گه‌تو بزرگ از بودند، اعطا شد. در آن زمان در ژاپن اعطای کابانه آسون به یک مهاجر غیرمعمول بود. پس از آن، فوکونوبو نام خانوادگی خود را به تاکاکورا تغییر داد. علاوه بر این، نوادگان یاکوانگ نسل‌ها به عنوان قاضی کاخ معبد گوما خدمت کرده‌اند، سمتی که تا به امروز نیز ادامه دارد. در میان همین خاندان‌ها، خاندان گوما وجود دارد که جد آن نوه نسل سوم امپراتور آنجانگ از گوگوریو و فرمانده نظامی دوره سنگوکو، کوما تسونزوم است.